# Gesta učitele a žáka
Gesta učitele a žáka jsou nezbytnou součástí školního prostředí a velmi pomáhají v provázanosti vztahů mezi učitelem, žákem a učivem.

## Gesta
Gesta se řadí do neverbální komunikace, která je nejčastěji popisována jako komunikace beze slov, za použití celého těla. Gesta jsou přirozenou a plnohodnotnou náhradou slova, nebo verbální komunikaci doplňují a zvýrazňují. Mohou být vědomá nebo nevědomá.
Gesta mají dvě hlavní kritéria
- jednoznačnost (jednoznačný význam, není třeba doplňovat slovy) X nejednoznačnost
- míra nezaměnitelnosti významu – gesta lze chápat více způsoby[1]

## Gesta učitele
Gesta, které používají učitelé během vyučování, jsou velmi důležitou součástí pedagogické komunikace mezi učitelem a žákem. Učivo, které je žákům vysvětlováno s pomocí gestikulace, je nejen více zaujme ale je i lépe zapamatovatelné a více si ho „osahají“. Přiměřené a kultivované používání gest učitelem se považuje za součást efektivní komunikace.

### Rozdělení
Rozdělení podle Gavory:
- Akcentační gesta - neexistují samostatně, provází verbální komunikaci a posilují její obsah. Např. učitel gesty podtrhne výklad.
- Gesta-emblémy – nemusí provázet verbální komunikaci, mají vlastní význam vzniklý konvencí. Např. vztyčený ukazováček znamená pozor, ukáže-li učitel prstem na žáka, žák ví, že má odpovídat…
- Ikonografická gesta – znázorňují určité jevy. Např. pohyby rukou kreslí činnosti (mletí), vlastnosti (tenký), velikost (dlouhý) a tvar (čtverec).
- Uvolňovací gesta – mimovolné pohyby zmírňující napětí, nervozitu. Např. točení s prstenem, upravování vlasů.

Rozdělení podle Švaříčka a Šalamounové:
V závislosti na kanálu: mimické signály, pohledy očí, zaujímaní prostorových pozic, postoje těla, doteky …
V návaznosti na funkce:
- gesta vyjadřující určitá slova nebo slovní spojení - učitel reagující na odpověď žáka gestem, které připomíná špetku a značí, že odpověď nebyla zcela přesná.
- Ilustrátory - doprovázejí a ilustrují slovní sdělení. Dělí se na redundantní a neredundantní sdělení. Redundantní, nejedná se o nic víc, než co je řečeno. Např. učitelka řekne: „Otevřete si sešity“ a zároveň udělá toto gesto rukou. Neredundantní, tak přidává verbálně sdělovatelnému další významovou hodnotu.
- Regulátory – vztahují se ke komunikačnímu procesu a jeho kontrole. Např. gesto přiložení ukazováčku před pusu, jako sdělení, že se mají žáci utišit.
- Afektivní projevy - slouží k vyjádření emocí.
- Adaptéry - uspokojují určitou potřebu mluvčího/adresáta. Např. když si učitel pohrává s fixem.

## Gesta žáka
Žákovská gestika hraje v procesu učení velmi důležitou roli, díky gestikulaci si žáci učivo více osahají, porozumí mu, lépe ho pochopí. Do žákovských gest patří hlášení, ukazování různých symbolů či posunků na spolužáky nebo učitele, ale jde i o hlubší gesta, které pomáhají osvojit si látku.
Významnou roli v procesu učení hraje gestika, kterou žáci používají v promluvách se smíšenou syntaxí. Což znamená, že dříve než jsou žáci precizně slovy vyjádřit tok svých myšlenek, udělají to pomocí gest .
- Explanační promluvy -žáci se pokouší vyjádřit své myšlenky, které podporují a doplňují pomocí gestikulace, poslouchají se, jak zní myšlenky a opravují se. Gesta jsou zde velmi důležitá
- Přednesové promluvy – žáci zde dokáží, že mají zafixované učivo a umí ho odpřednášet. Gesta zde nepotřebují

Gesta podle Šalamounové:
- dopomáhají k pochopení látky. Např. Při učení předpon s-, z-, si žáci ukazují směry rukou, tak, že se jim to příště vybaví automaticky s pohybem.
- plně kompenzují jazykové vyjádření. Např. učitel se zeptá na rozdíl ve slově svedl a zvedl, žák pohybem ruky nahoru a dolu naznačí slovo zvedl a beze slova odpověděl.
- pomáhají žákům rozpomenout se na slova tím, že si slovo předvedou rukama a hned si vzpomenou, jak se slovo jmenuje.
- ukazují, jak žáci přemýšlí. Např. počítání na prstech, psaní slov nebo kreslení obrazců ve vzduchu…